# Wilde, Argentina
Wilde är en ort i Argentina.   Den ligger i provinsen Buenos Aires, i den centrala delen av landet, i huvudstaden Buenos Aires. Wilde ligger 9 meter över havet och antalet invånare är 65 881.
Terrängen runt Wilde är mycket platt. Havet är nära Wilde åt nordost. Runt Wilde är det mycket tätbefolkat, med 2 261 invånare per kvadratkilometer.. Närmaste större samhälle är Buenos Aires, 10,8 km nordväst om Wilde.
Runt Wilde är det i huvudsak tätbebyggt.